# ルター派シュタット教会 (ウィーン)
座標: 北緯48度12分23.52秒 東経16度22分6.53秒 / 北緯48.2065333度 東経16.3684806度

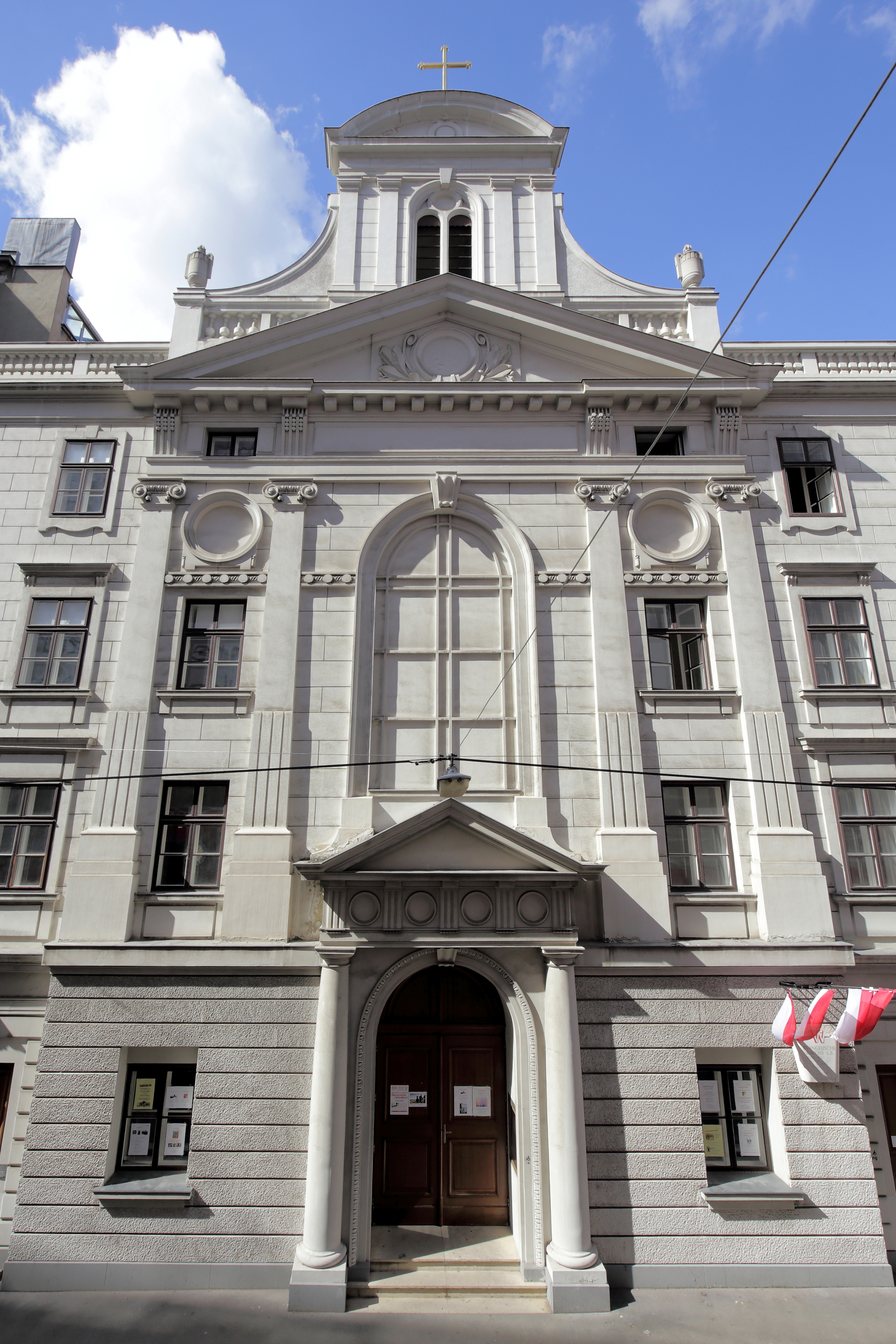
ルター派シュタット教会正面ファザード

ルター派シュタット教会 (ウィーン)（ドイツ語:  Lutherische Stadtkirche (Wien)
）は、ウィーン市中心部の第1区インネレシュタットにある福音主義ルター派教会である。

## 所在地と教会建築様式
ルター派シュタット教会はドロテーア通り18にあり、改革派シュタット教会に隣接している。通りの向かい側にはオークション会館がある。
教会堂はルネサンス建築に建てられたが、通り側は新古典主義建築になっており、正面ファサード上に三角の切妻屋根を持つ。正面入り口上部に二つの付柱を脇に置く半円アーチ形の装飾窓がはめ込まれている。ルター派シュタット教会は教会塔を持たないが、正面ファサード上に鐘を置く形になっている。側廊を欠く単廊式教会堂であり、教会堂内部に2階席を持つ。ウィーン市内の美術史美術館に展示されているアンソニー・ヴァン・ダイクの油絵『十字架上のキリスト』を模写したフランツ・リンダ―作の祭壇画が、ルター派シュタット教会の祭壇に置かれている。祭壇の傍には1876年に聖職者用椅子が置かれた。人造大理石で出来た円柱形洗礼盤が1822年に設置された。会堂後ろには神聖ローマ皇帝マティアスと皇后アンナ・フォン・ティロル、フェルディナント2世の心臓がここに埋葬されていたことを示す銘板が置かれている。これらの心臓は後にアウグスティーナ教会に移された。さらに、福音主義信仰を持ったウィーンの殉教者カスパー・タウバーと宗教寛容令を発布しルター派信仰を許容したヨーゼフ2世記念銘板も設置されている。

## 歴史

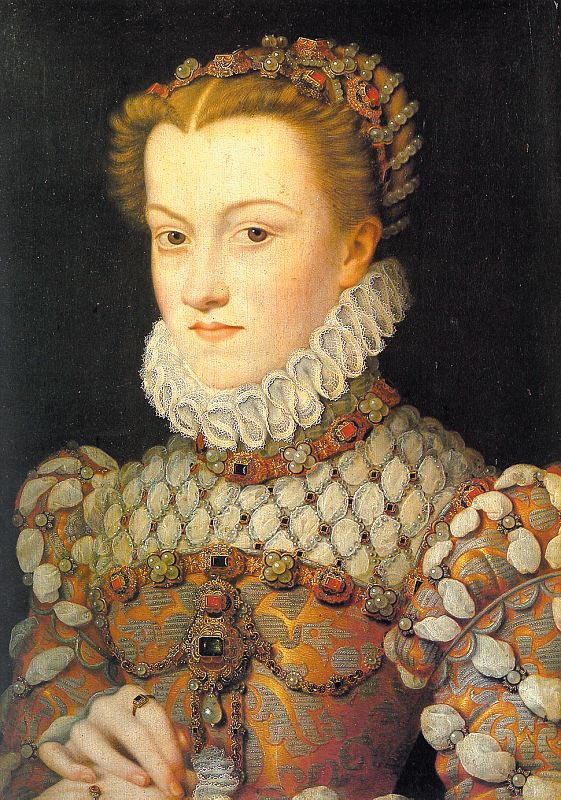
フランソワ・クルーエによるエリーザベト・フォン・エスターライヒ肖像画

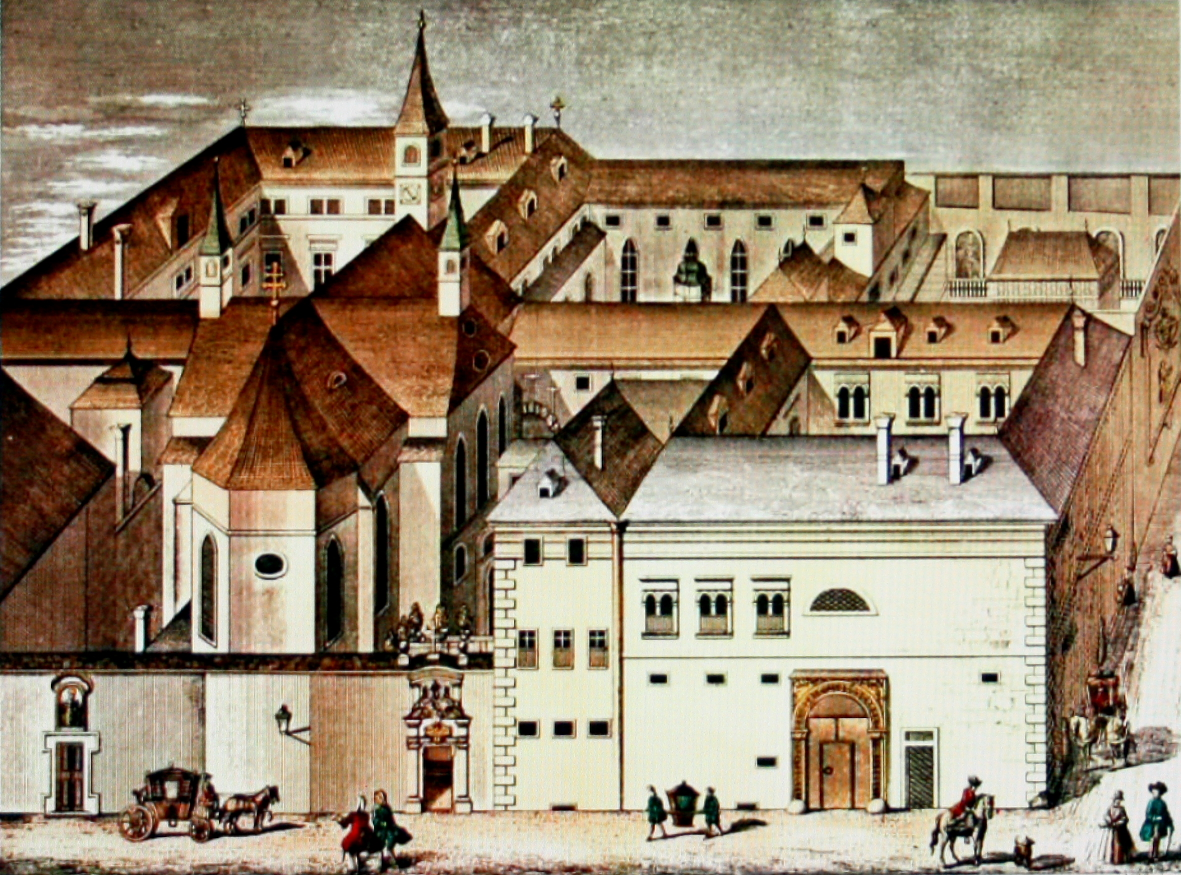
ケーニギン修道院教会(1740)

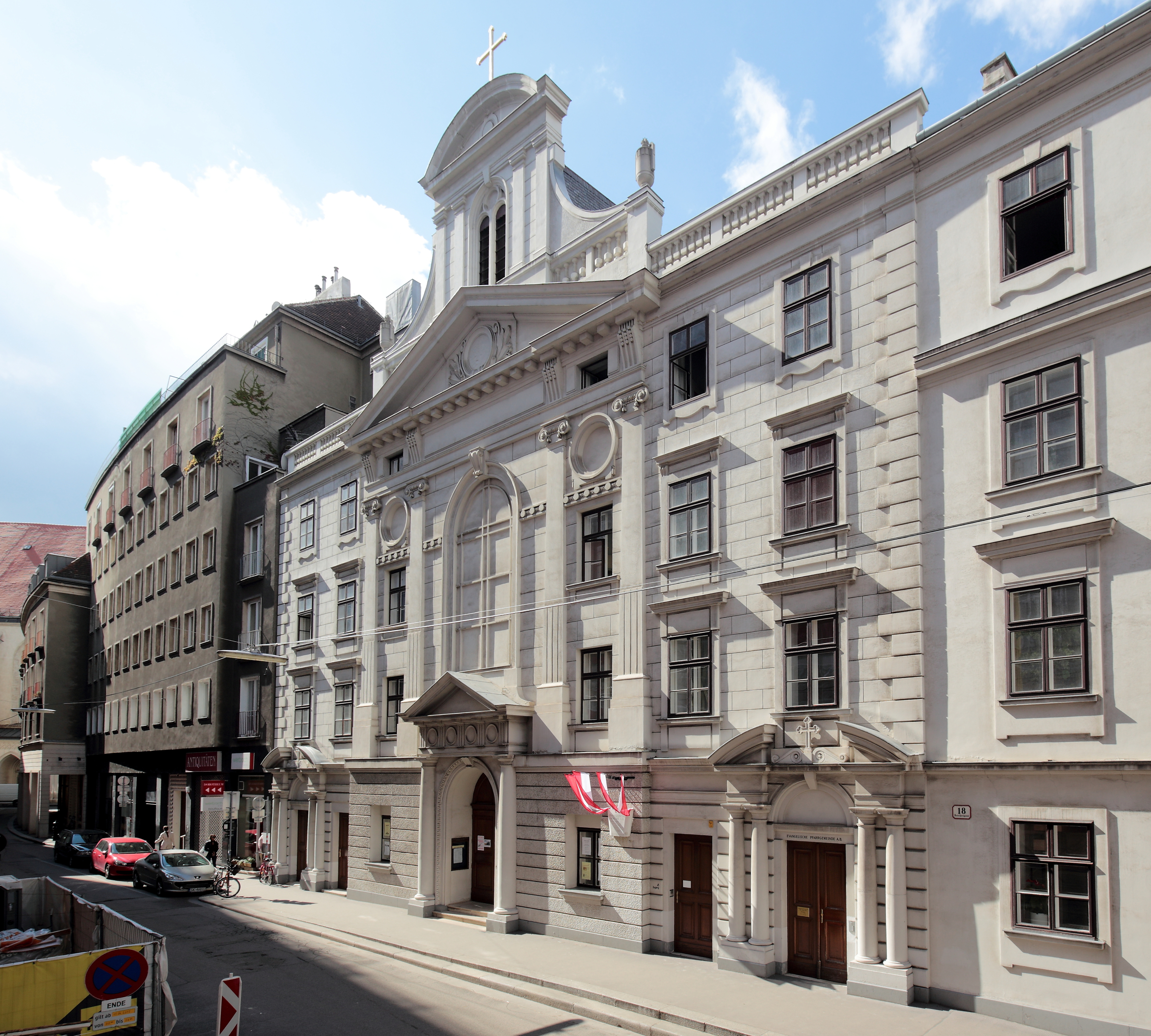
ルター派シュタット教会

ルター派シュタット教会の教会堂はローマ・カトリック教会のケーニギン修道院教会(1580年‐1781年)として建設された歴史を持っている。この修道院教会はマクシミリアン2世の娘でフランス王のシャルル9世王妃エリーザベト・フォン・エスターライヒ (1554–1592)による寄進によって聖クララ女子修道会の修道院として献堂されている。シャルル9世が1574年に死去し、多数の新教徒ユグノーが殺害されたサン・バルテルミの虐殺(1572年)の贖罪として、フランス王シャルル9世皇太后であったエリーザベト・フォン・エスターライヒが修道院を寄進したものと推測されている。当初、ケーニギン修道院はイタリアの建築家で画家でもあったピエトロ・フェッラボスコによって設計されたが、宮廷建築家ヤコブ・ヴィヴィアンが主導する形で建築された。ケーニギン修道院教会は1583年に完工し聖別された。
1780年にマリア＝テレジアが63歳で死去し、その長子ヨーゼフ2世による啓蒙主義的改革が始められた。ヨーゼフ2世が1781年10月に発布した寛容令によって、ウィーンにおいてルター派と改革派教会共同体の設立が許可された。同年11月に教育と医療活動をおこなっていない多くの修道院がヨーゼフ2世の急進的改革によって廃止されたが、ケーニギン修道院もその中に含まれ1782年に廃止された。1783年、ルター派と改革派の福音主義教会共同体はケーニギン修道院教会だった建物の一部を手に入れた。改革派教会共同体はその土地に、ウィーンで最初の改革派教会を建設した。ルター派教会共同体は閉鎖された修道院教会の中心部を手に入れた。残りの敷地は銀行家ヨハン・フォン・フライスによって買い取られ、パラヴィチーニ宮殿が建てられている。ケーニギン修道院教会だった建物はルター派シュタット教会に改築され、拡張された。寛容令の規定では、教会と分かる外見にすることは許されてはいなかったので、修道院教会時に３つあった教会塔はいずれも撤去された。1783年11月30日、ルター派シュタット教会が献堂された。ウィーン市1区インネレシュタットにあるルター派シュタット教会は、オーストリア福音主義教会アウクスブルク信仰告白派ウィーン教区で一番古い歴史を持っている。
ルター派シュタット教会は若干の改築をおこなったが、オーストリア皇帝フランツ・ヨーゼフ1世が発布した1861年の新教徒勅令によって、教会と分かる外見にすることが許されたため、1876年に建築家オットー・ティーネマンによって、正面ファサードが福音主義教会と分かるように作り変えられた。19世紀において、作曲家のフランツ・ラハナーとヘルマン・グレーデナーがルター派シュタット教会のオルガニストとして活躍し、ピアニスト、作曲家、ピアノ製造技師のヨハン・アンドレアス・シュトライヒャーがルター派シュタット教会礼拝用の新讃美歌集を作成した。1897年4月6日、ハンブルク出身でウィーンで作曲活動をしていたヨハネス・ブラームスの葬儀がルター派シュタット教会でおこなわれた。
ウィーンの代表的オペレッタ歌劇場であったリング劇場における1881年の大火災で多くの犠牲者が出たことで、ウィーンの防火規定が強化された。その改訂に則ってルター派シュタット教会は1907年に再び改築をおこなった。この改築によって教会堂内からドロテーア通りに真っ直ぐに出られるようになった。これは建築家ルートヴィヒ・シェーネが教会堂内部を180度方向転換させることで実現している。その際、会堂内部のパイプオルガンと祭壇の位置を取替ている。このような防火対策を重視した改築は隣接していた改革派シュタット教会では、1887年に既におこなわれていた。
第2次世界大戦時、ルター派シュタット教会は大きな戦災を受けている。1945年の爆撃で正面ファサードが完全に破壊された。そのため、1948年に正面ファサードは新たに作り直された。簡素な形態の窓と特徴のある石で出来た十字架がフラットな正面ファサードに据えられた。1989年になって、正面ファサードは1907年の改築時のネオクラシック様式に戻されている。

## 関連人物
- エゴン・シーレ- 1915年 6月17日に結婚式を当教会で挙げている[6]。